# 立陶宛国王
立陶宛国王是教皇所承认的立陶宛国家统治者的头衔。第一位立陶宛国王是明道加斯，他建立了信奉基督教的立陶宛王国；但是他的继任者仍称为大公，因为立陶宛恢复了异教信仰，直到14世纪。虽然如此，立陶宛大公国在拉丁文中仍自称为“rex”，也就是“王”，而且格迪米纳斯在信件中试图缓解条顿骑士团的压力，并商谈直接通过罗马，而非周边国家使立陶宛改宗时，使用这一称号。
1429年，在立陶宛接受基督化后，大公维陶塔斯被承认为立陶宛国王，但在他在加冕前即去世。 
第三位，也是最后一位立陶宛国王出现在1918年第一次世界大战末，德意志帝国占领立陶宛时。立陶宛议会推选德国贵族乌拉赫的威廉为立陶宛国王，即明道加斯二世，以期德国会允许立陶宛在此独立。但是，因为同盟国战败，此提议被废除，立陶宛成了独立的立陶宛共和国。